# Strahl (Heraldik)

Stralsunder Stadtwappen

Der Strahl, auch Stral, ist in der Heraldik eine gemeine Figur und dadurch auch eine Wappenfigur. Im weiteren Sinn handelt es sich um eine Pfeilspitze. Am bekanntesten ist die Figur aus dem Wappen von Stralsund, die hier auch auf den Stadtnamen verweist. Im Polnischen wird es mit strzala bezeichnet.
Beispielsweise ist das Wappenbild für das Herb Ogonczyk,  Strahl in Rot mit einem halben Ring, auf dessen Bogen oben ein silberner Strahl aufrecht steht, einer Wappengemeinschaft zugeordnet. Dieses Herb steht für etwa 300 Familien.
Die Wappenfigur kann alle heraldischen Tingierungen haben.

Herb Ogonczyk, polnische Wappengemeinschaft
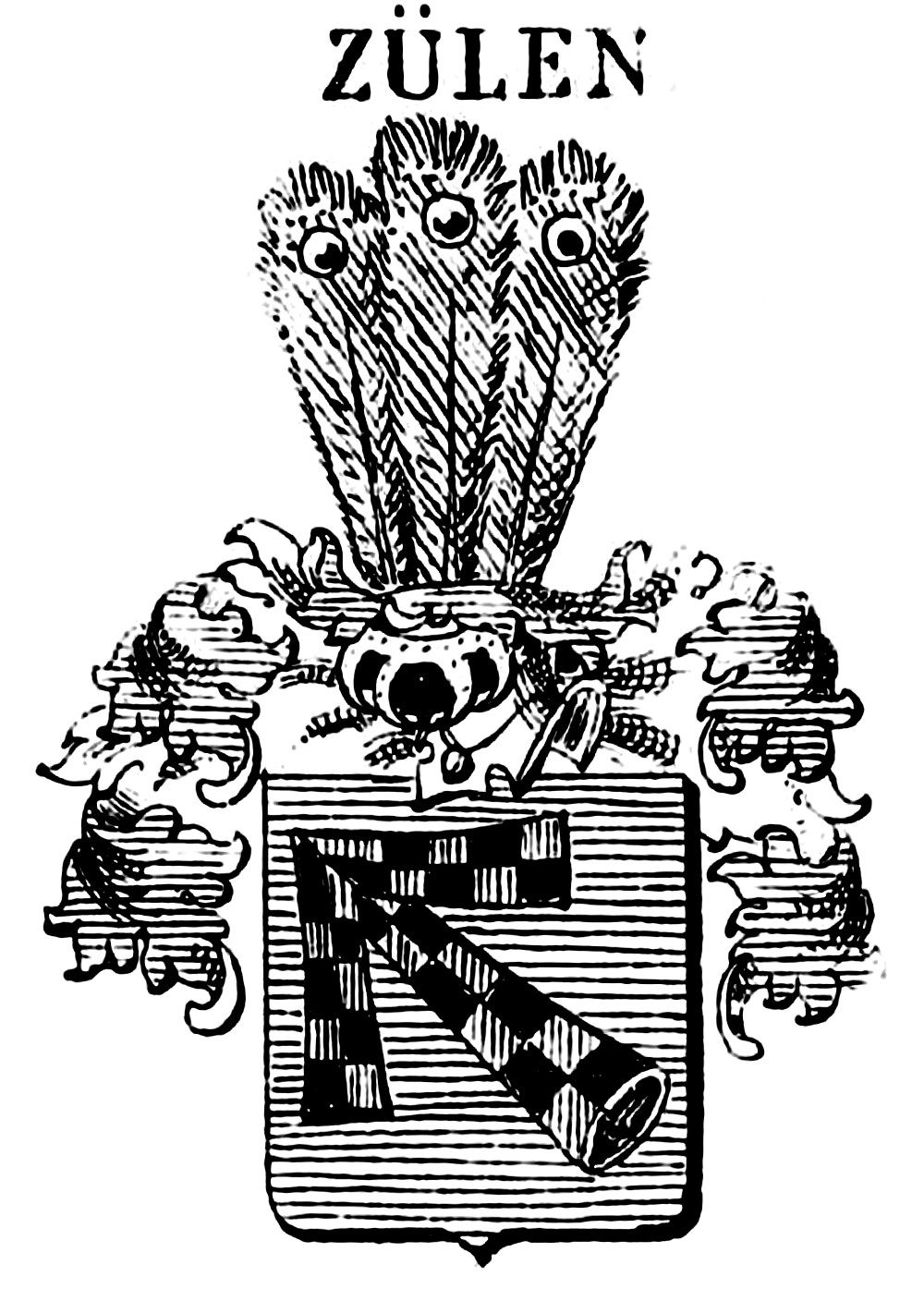
Züle (Adelsgeschlecht)
Herb Ostrogski, polnische Wappengemeinschaft
Gallin
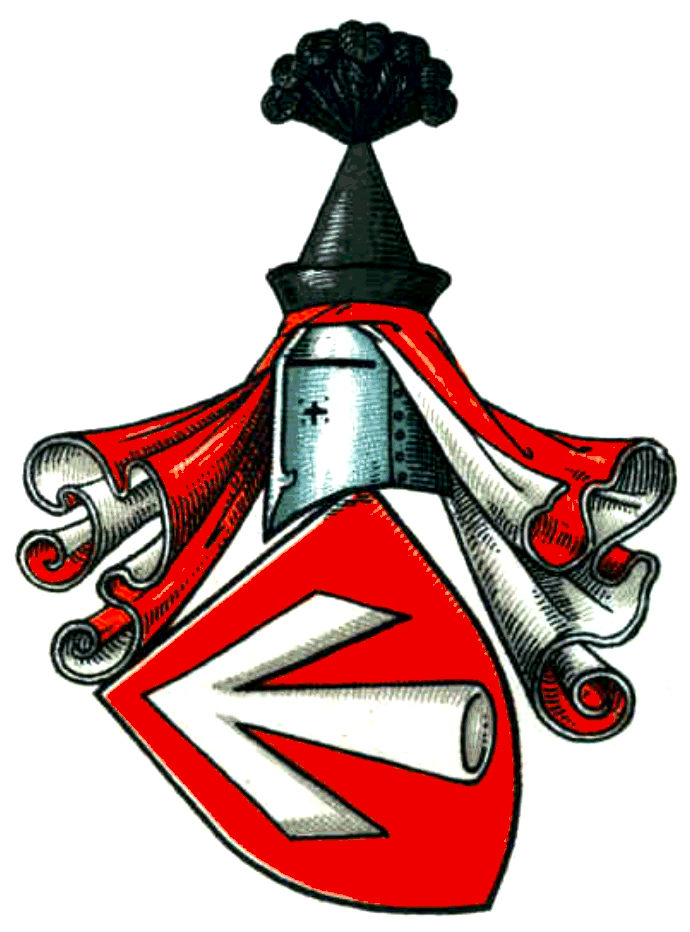
Waldow (Adelsgeschlecht)
Straelen am Niederrhein